# Sisters Are Doin' It for Themselves
Sisters Are Doin' It for Themselves er en duet med Annie Lennox og Aretha Franklin fra 1985, den er både at finde på Aretha Franklins album Who's Zoomin' Who? og Eurythmics' Be Yourself Tonight.
Den er en af de mere populære sange med feministisk tema og har ligget nummer 10 på Billboard Magazine's liste.

## Coverversioner
I 1998 brugte Spice Girls den på deres Spiceworld Tour, der var det en duet mellem Scary Spice og Sporty Spice.
Lisa Simpson (fra The Simpsons) synger den også på The Simpsons-albummet The Yellow Album. Derudover har The Pointer Sisters også lavet deres egen udgave.